# 박아인
박아인(1985년 2월 12일 ~ )은 대한민국의 배우이다.

## 학력
- 계원예술고등학교 연극영화과 (졸업)
- 중앙대학교 연극영화학과 (졸업)

## 출연 작품

### 방송
- SBS-TV 《박장데소》

### 드라마
- 《나쁜 남자》 (SBS, 2010년) - 다림 역
- 《신사의 품격》 (SBS, 2012년) - 강변호사 역
- 《마마》 (MBC, 2014년) - 수지 역
- 《연애의 발견》 (KBS2, 2014년) - 다연 역
- 《태양의 후예》 (KBS2, 2016년) - 김은지 역
- 《베이비시터》 (KBS2, 2016년)
- 《굿 와이프》 (tvN, 2016년) - 이연주 변호사 역
- 《아빠니까 괜찮아》 (MBN, 2017년)
- 《맨홀 - 이상한 나라의 필》 (KBS2, 2017년) - 박영주 역
- 《미스터 션샤인》 (tvN, 2018년) - 고애순 역
- 《일단 뜨겁게 청소하라》 (JTBC, 2018년) - 이영은 역 (특별출연)
- 《복수가 돌아왔다》 (SBS, 2018년) - 양민지 역
- 《으라차차 와이키키 2》 (JTBC, 2019년) - 다영 역
- 《절대 그이》 (SBS, 2019년)
- 《배가본드》 (SBS, 2019년) - 릴리 역
- 《두 번은 없다》 (MBC, 2019년) - 나해리 역
- 《꼰대인턴》 (MBC, 2020년) - 탁정은 역
- 《스위트홈》 (Netflix, 2020년) - 아이돌 지망생 역 (특별출연)
- 《꽃 피면 달 생각하고》 (KBS2, 2021년) - 운심 역
- 《웨딩 임파서블》 (tvN, 2024년) - 최승아 역
- 《굿파트너》 (SBS, 2024년) - 유지영 역
- 《유어 아너》 (ENA, 2024년) - 김상혁의 변호사 역

### 영화
- 《어느날 갑자기 두 번째 이야기 - 네 번째 층》 (2006년) - 강현미 역
- 《외톨이》 (2008년) - 지혜 역
- 《무법자》 (2010년) - 무뇌녀 3 역
- 《577프로젝트》 (2012년)
- 《톱스타》 (2013년) - 원준 여자후배 역
- 《친구 2》 (2013년) - 가수 역
- 《소은이의 무릎》 (2019년) - 유진 역

### 광고
- SK텔레콤 잘 생겼다 LTE-A
- The-Mall

## 수상 및 후보
| 연도 | 시상식       | 부문            | 작품     | 결과 |
| ---- | ------------ | --------------- | -------- | ---- |
| 2019 | SBS 연기대상 | 여자 신인연기상 | 배가본드 | 후보 |